# Šumen
Šumen (bulharsky Шумeн) je město na severovýchodě Bulharska, hlavní město stejnojmenné oblasti, má 86 978 obyvatel.

## Historie
V roce 811 město vypálil byzantský císař Nikeforos I., v roce 1087 ho pak obléhal Alexios I. Komnenos. Roku 1388 ho obsadil osmanský sultán Murad I. (1359–1389), pozdější vítěz nad Srby. Až v 18. století, kdy zde již po staletí vládli Turci, byl Šumen rozšířen a opevněn. Z osmanské moci se ho snažili vytrhnout Rusové, a to v letech 1774, 1810 a 1828, avšak neúspěšně. Po ukončení bojů dostalo město podle tehdejších tureckých zvyklostí titul Gazi (vítězné). Rusové ho osvobodili až v roce 1878.
V letech 1950–1965 se město jmenovalo Kolarovgrad na počest bulharského komunisty Vasila Kolarovova (1877–1950).

## Památky
- Velká mešita z roku 1744

## Středověk
Celou historii kvetly v městě Šumen bohaté duchovní a materiální kultury: thrácká, římská, byzantská a bulharská. V blízkosti Šumenu se nalézají první dvě hlavní města bulharského státu: Pliska a Preslav a kultovní centrum Madara. V Madaře je skalní klášter a na skalách je vytesán obraz středověkého jezdce bojovníka s mečem a psem po boku.

## Ekonomika
Má dobře rozvinutý lehký průmysl, zejména textilní, strojírenský a potravinářský. Dobře jsou rozvinuty i služby ve městě. V blízkosti Šumenu se nalézá KTA Madara – závod na výrobu a opravu těžkých strojů a kamionů. Také i chemický závod Panajot Volov (Панайот Волов). V posledních letech se rozvíjí turismus ve městě Ati.

## Galerie

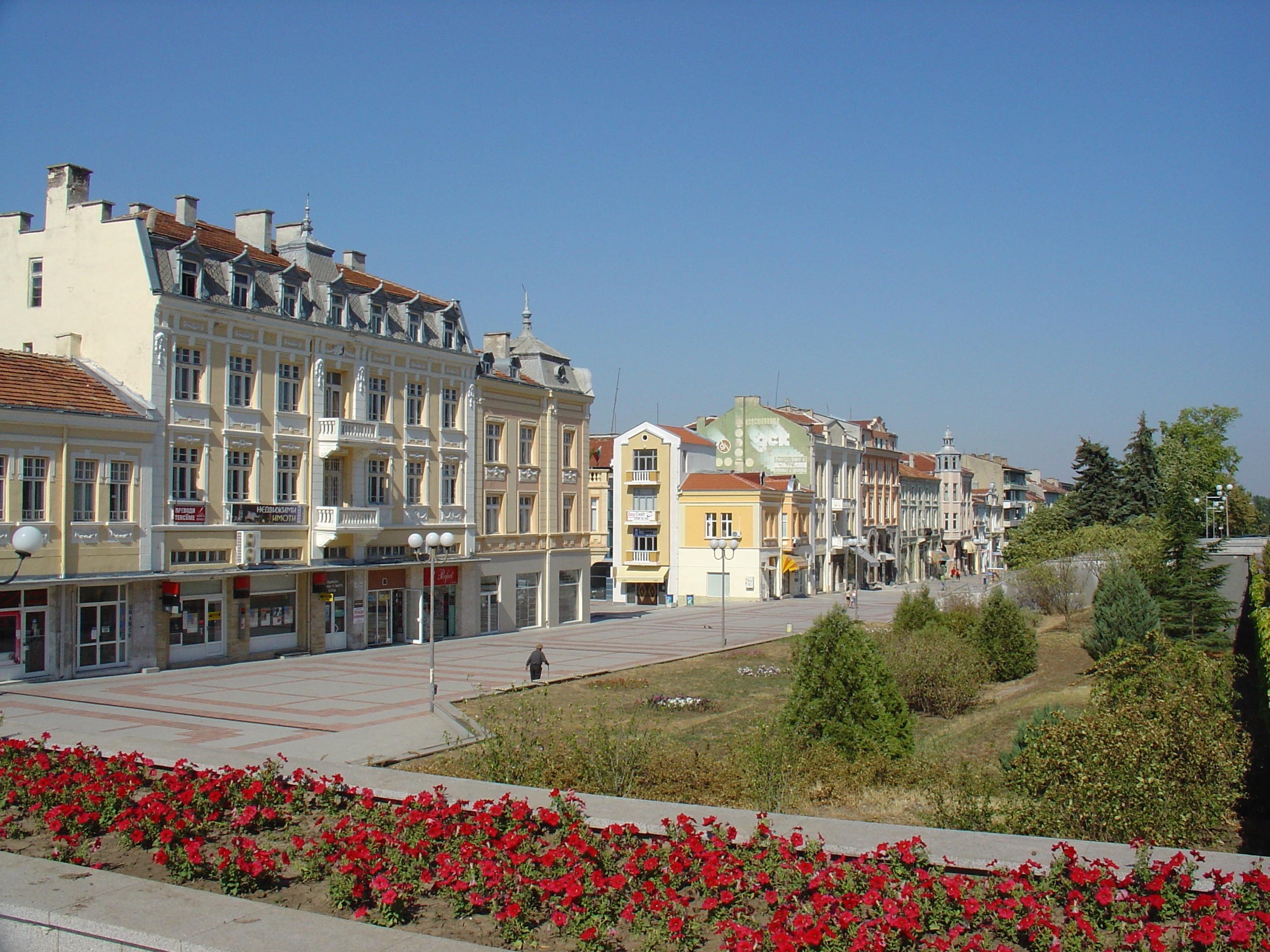
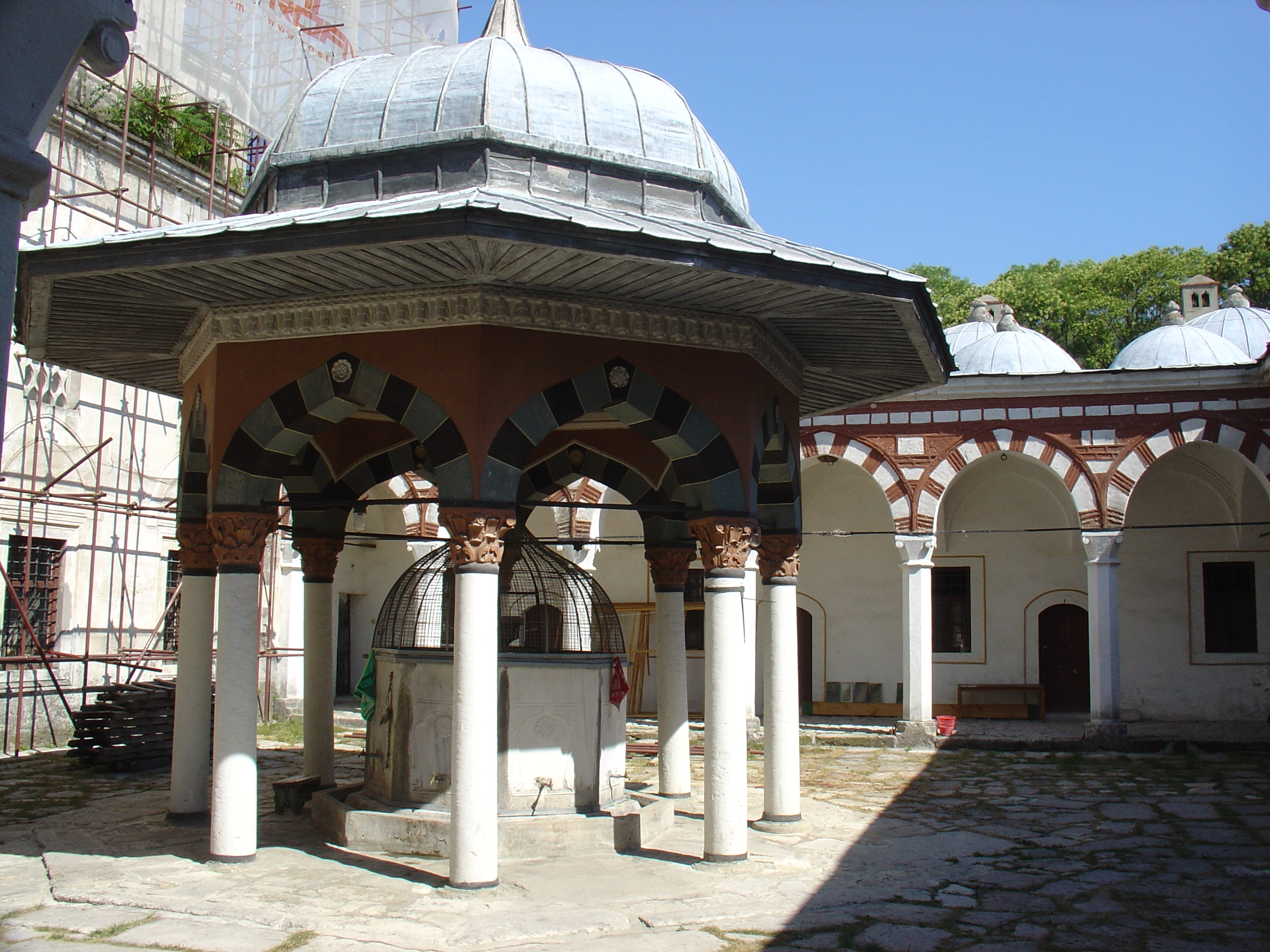
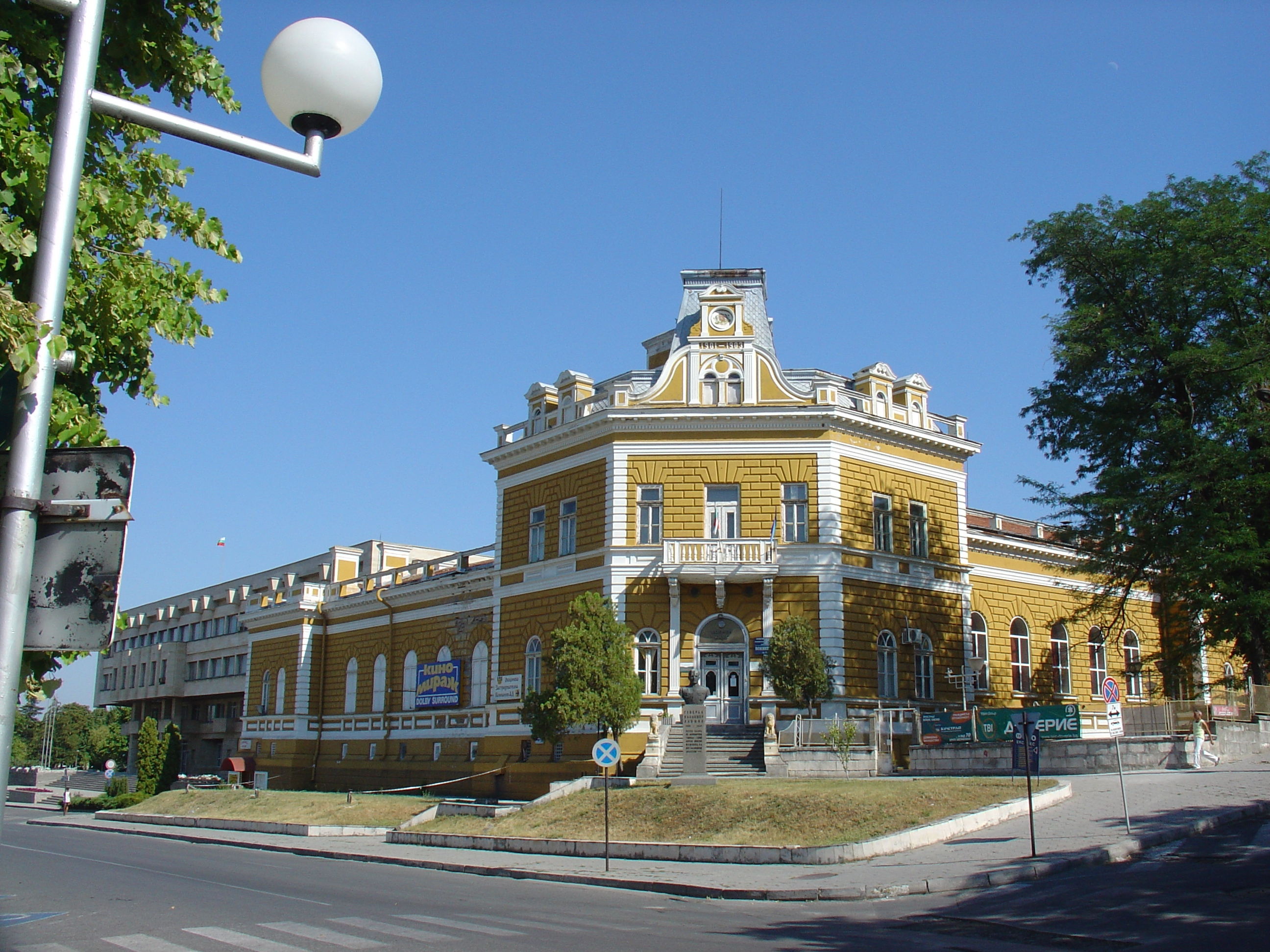
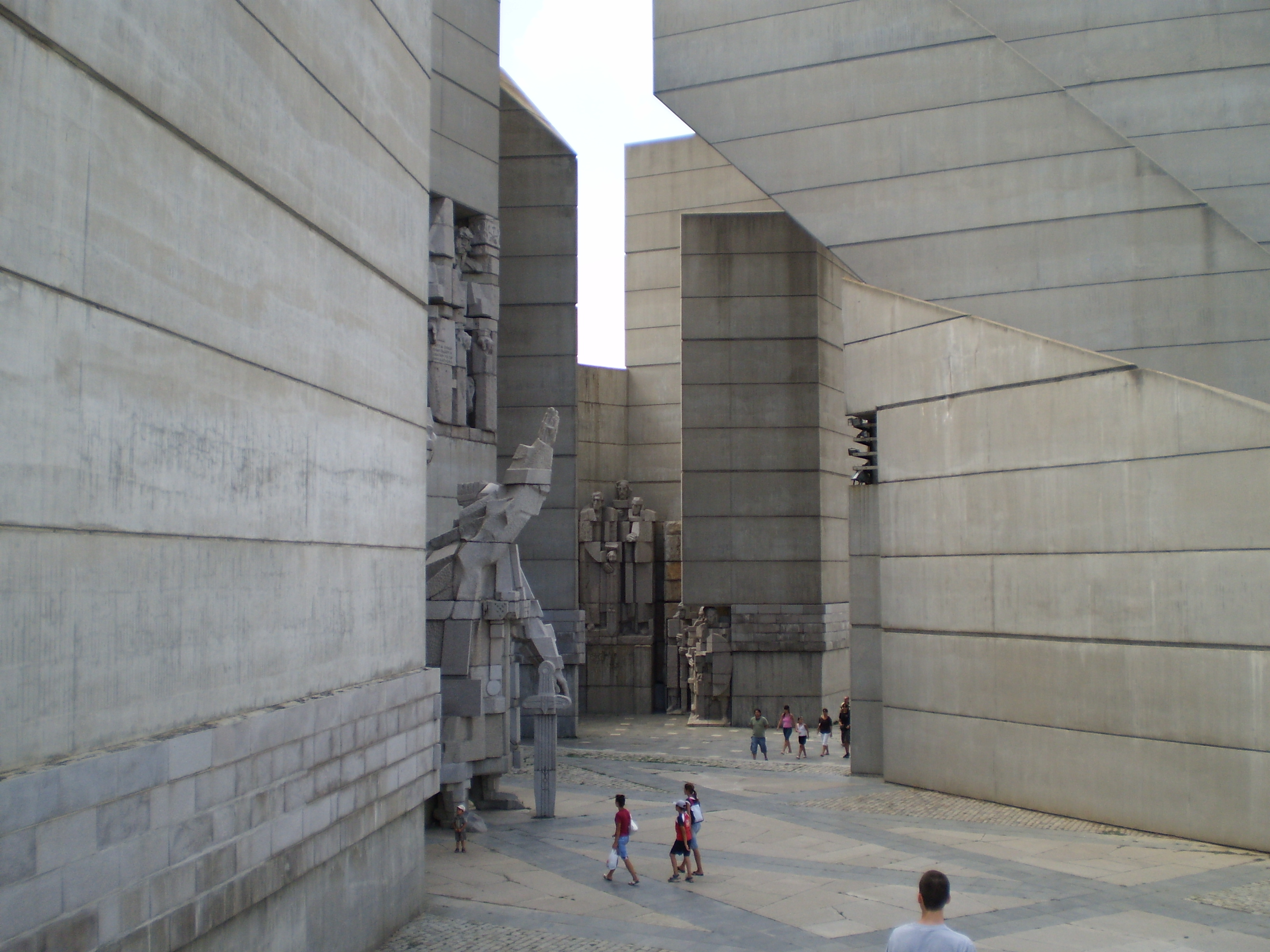

## Partnerská města
- Debrecín, Maďarsko
- Čeng-čou, Čína
- Mâcon, Francie
- Adapazarı, Turecko
- Tulcea, Rumunsko
- Podolsk, Rusko